# 馬西里
馬西里（波斯語：‎）是伊朗的城市，位於該國南部札格羅斯山脈東南部，由法爾斯省負責管轄，距離首府設拉子約115公里，海拔高度1,058米，2006年人口5,365。